# Победници европских првенстава у атлетици на отвореном — полумаратон
Освајачи медаља на Европским првенствима у атлетици на отвореном у дисциплини трчања полумаратона, која је у програму од Европског првенства у Амстердаму 2016., приказани су у следећој табели са постигнутим резултатима, рекордима и билансом освојених медаља по земљама и појединачно у овој дисциплини. Резултати су приказани у сатима.
Најуспешнија нација, после 2 Европска првенства, је Италија са по једном златном, сребрном и бронзаном медаљом. 
Рекорд Европских првенстава држи Јеманеберхан Крипа из Италије са 1:01:03 (1 сат, 1 минут, 3 секунде) који је истрчао на Европском првенству у Риму 2024.

## Освајачи медаља на Европским првенствима на отвореном
| Европско првенство    |                              | Резултат    |                            | Резултат |                          | Резултат |
| Амстердам 2016 детаљи | Тадесе Абрахам · Швајцарска  | 1:02:03 РЕП | Кан Киген Озбилен · Турска | 1:02:27  | Данијеле Меучи · Италија | 1:02:38  |
| Рим 2024 детаљи       | Јеманеберхан Крипа · Италија | 1:01:03 РЕП | Пјетро Рива · Италија      | 1:01:04  | Аманал Петрос · Немачка  | 1:01:07  |

### Биланс медаља, екипно
Стање после ЕП 2024.
| #  | Држава         |   |   |   |   |
| -- | -------------- | - | - | - | - |
| 1. | Италија        | 1 | 1 | 1 | 3 |
| 2. | Швајцарска     | 1 | 0 | 0 | 1 |
| 3. | Турска         | 0 | 1 | 0 | 1 |
| 4. | Немачка        | 0 | 0 | 1 | 1 |
|    | Укупно 4 земље | 2 | 2 | 2 | 6 |